# نایجل بچ
نایجل بچ (انگلیسی: Nigel Batch؛ زادهٔ ۹ نوامبر ۱۹۵۷) بازیکن فوتبال اهل بریتانیا است.
از باشگاه‌هایی که در آن بازی کرده‌است می‌توان به باشگاه فوتبال دارلینگتون، باشگاه فوتبال استوک‌پورت کانتی، باشگاه فوتبال اسکانتورپ یونایتد، باشگاه فوتبال لینکولن سیتی، و باشگاه فوتبال گریمزبی تاون اشاره کرد.